# Vårgårda pastorat
Vårgårda pastorat är ett pastorat i Kullings kontrakt i Skara stift i Svenska kyrkan. Pastoratet omfattar hela Vårgårda kommun i Västra Götalands län.
Pastoratskoden är 031404.
Pastoratet bildades 2002 och består sedan 2006 av följande församlingar:
- Algutstorps församling
- Lena församling
- Hols församling
- Nårunga församling däri 2006 införlivades Skogsbygdens församling och Ljurs församling
- Asklanda församling där 2006 införlivades Ornunga församling och Kvinnestads församling